# Corona 97
Corona 97 – amerykański satelita rozpoznawczy do wykonywania zdjęć powierzchni Ziemi. Dwudziesty drugi statek serii KeyHole-4A tajnego programu CORONA. Kapsuły powrotne odzyskano 24 i 28 lipca 1965.

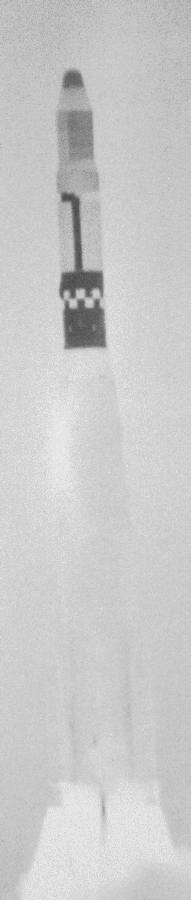
Start rakiety Thor Agena z satelitą Corona 97

## Przebieg lotu
Pierwsza faza misji (1022-1) obejmowała 38. okrążeń Ziemi, w trakcie których wykonywano zdjęcia, w tym 32. okrążenia operacyjne, 4. krajowe, jedno łączone i jedno inżynieryjne. Pierwszą kapsułę odzyskano 24 lipca 1965 (65. okrążenie). Bez przerw rozpoczęto fazę drugą (1022-2). Złożyły się na nią 34 okrążenia, w tym 29. operacyjnych, 4. krajowe i 1 inżynieryjne. Kapsułę przechwycono 28 lipca 1965 (144. okrążenie). Średnie zakrycie chmurami dla fazy pierwszej wynosiło 40%, a dla drugiej – 41%.
Obie kamery pracowały satysfakcjonująco (85 w skali MIP). Kilka ostatnich zdjęć wykonanych przez pierwszą kamerę było zanieczyszczonych, najpewniej na skutek dłuższego niż zwykle przechowywania satelity przed startem (z powodu usterki technicznej rakiety start przełożono z 9 na 19 lipca).
Między 30 a 31 okrążeniem miała miejsce anomalia w odbiorze rozkazów z Ziemi, której wynikiem było przestawienie się pokładowego zegara o 18 sekund. Anomalia ustąpiła samoistnie, a wstępne badania świadczyły o możliwości wystąpienia interferencji w paśmie S lub VHF, albo o usterce toru pasma S w satelicie.
Między 1 a 47 okrążeniem kamery nie pracowały w trybie stereo w celu zbadania stabilności pojazdu w trakcie niejednoczesnej pracy kamer.
Satelita spłonął w atmosferze 18 sierpnia 1965.

## Zawartość materiału zdjęciowego
Na wykonanych zdjęciach analitycy zidentyfikowali 207 interesujących obiektów, w tym przede wszystkim:
- zidentyfikowano trzy stanowiska startowe rakiet międzykontynentalnych we wczesnej fazie budowy, dwa prawdopodobne, jedno możliwe
- zidentyfikowano siedem miejsc lub obszarów startów rakiet, w większości potwierdzonych
- zidentyfikowano zakład montażu pocisków międzykontynentalnych
- potwierdzono poprzednio zidentyfikowany plac budowy jako możliwe nowe miejsce testowania silników rakietowych